# Sotiría Leonardou
Sotiría Leonardou (1951-2019) fue una actriz y cantante griega conocida principalmente por su papel en la película Rembetiko de Costas Ferris.

## Biografía
Sotiría Leonardou (en griego Σωτηρία Λεονάρδου) nació en Atenas y estudió música, danza, teatro y artes marciales. Vivió en diferentes países como India, Italia y Sudáfrica y trabajó como cantante y actriz de cine y teatro. Se dio a conocer a nivel internacional con la película Rembétiko de 1983. Leonardou no solo interpretó el papel protagonista sino que también colaboró en la escritura del guion. En 2009 se retiró de la vida pública a causa de sus problemas de  salud. La artista tuvo una hija que estudió la carrera de medicina y actualmente reside en Suecia.

## Filmografía selecta
Rembetiko (1983)
Ανταύγειες πάθους (1987)
Η κοιλιά της μέλισσας (2000)